# Flandria illustrata

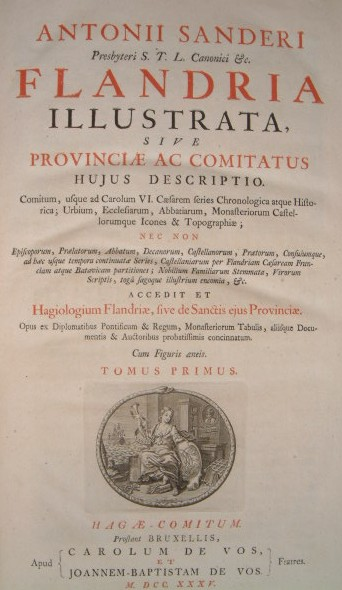
La page de titre de la seconde édition de Flandria illustrata publiée en 1735.

Flandria illustrata est une œuvre de cartographie du comté de Flandre datant de 1641 et publiée par le chanoine Antoine Sandérus (1586-1664).
Quatre œuvres du même auteur ont précédé (De scriptoribus Flandriae libri III, Anvers, 1624, De Gandavensibus eruditionis fama claris, Anvers 1624, De Brugensibus eruditionis fama claris libri II, Anvers, 1624 et Hagiologium Flandriae sive de sanctis eius provinciae liber unus, Anvers, 1625 - 2e éd., Lille, 1639). Elles ont ensuite été regroupées en deux volumes édités à Cologne de 1641-1644, puis à Bruxelles, chez De Vos en 1735 sous le titre Flandria illustrata sive descriptio comitatus per totem terrarum orbem celeberrimi.

## Galerie

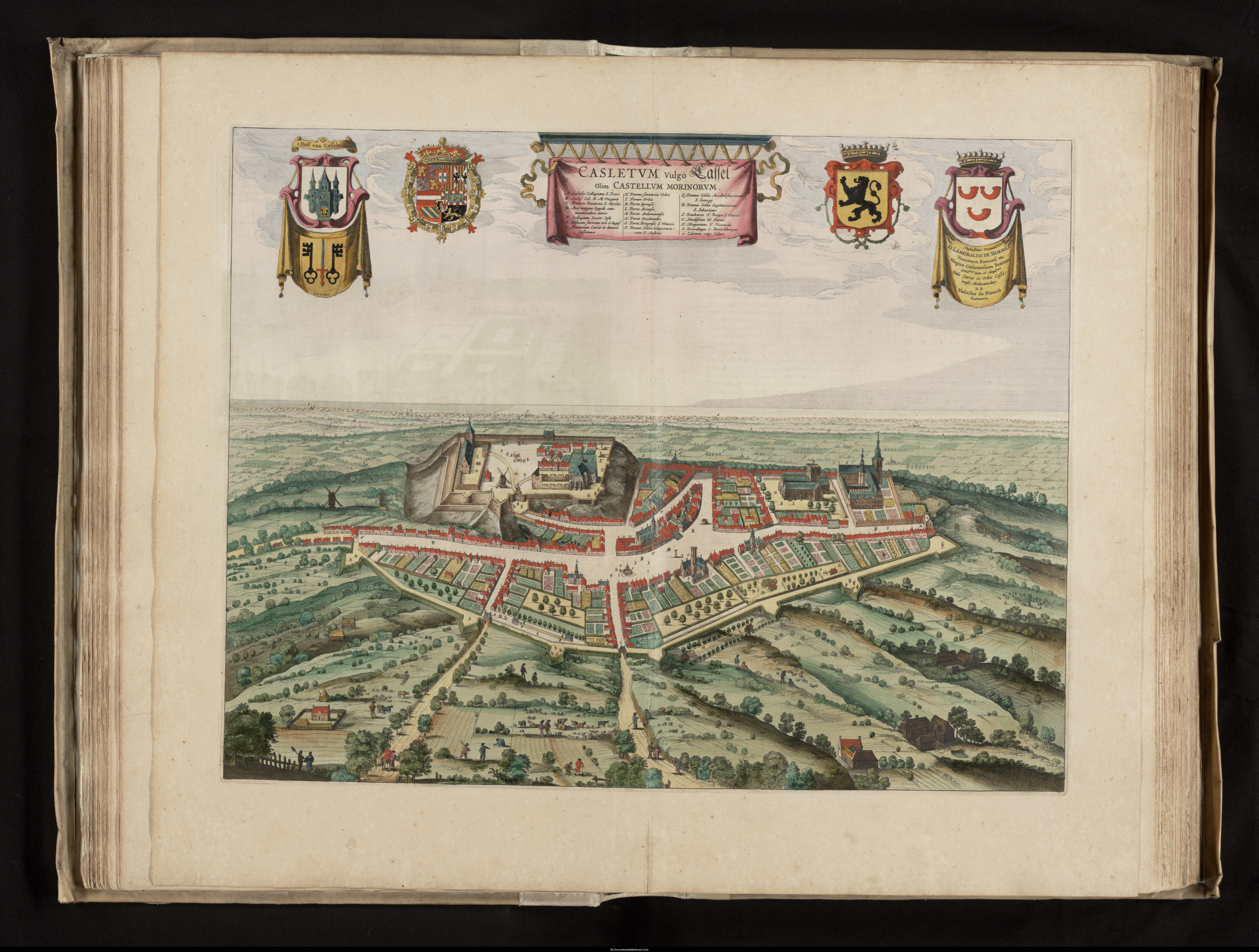
Cassel au XVIIe siècle (1641).
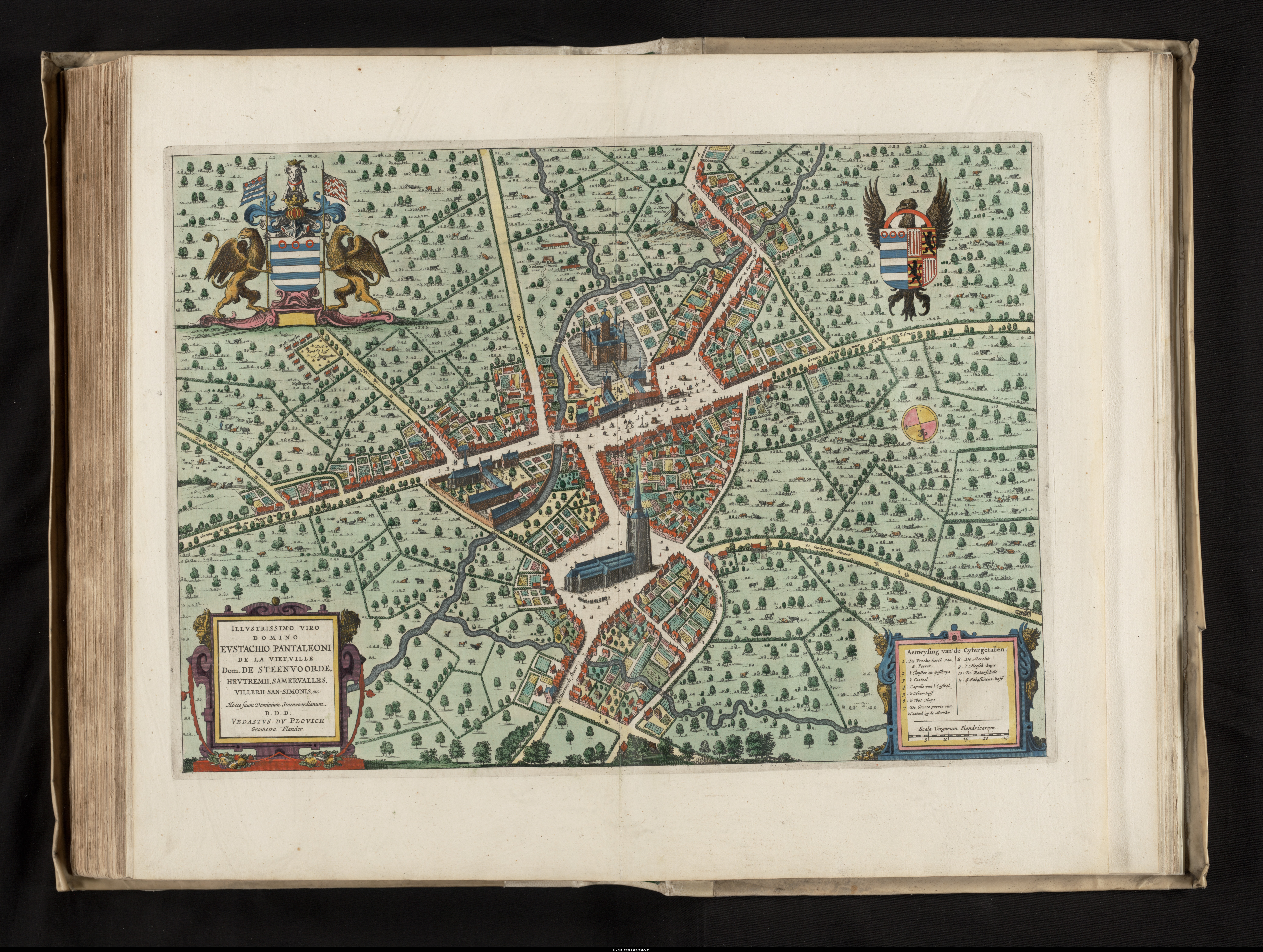
Steenvoorde au XVIIe siècle (1641).
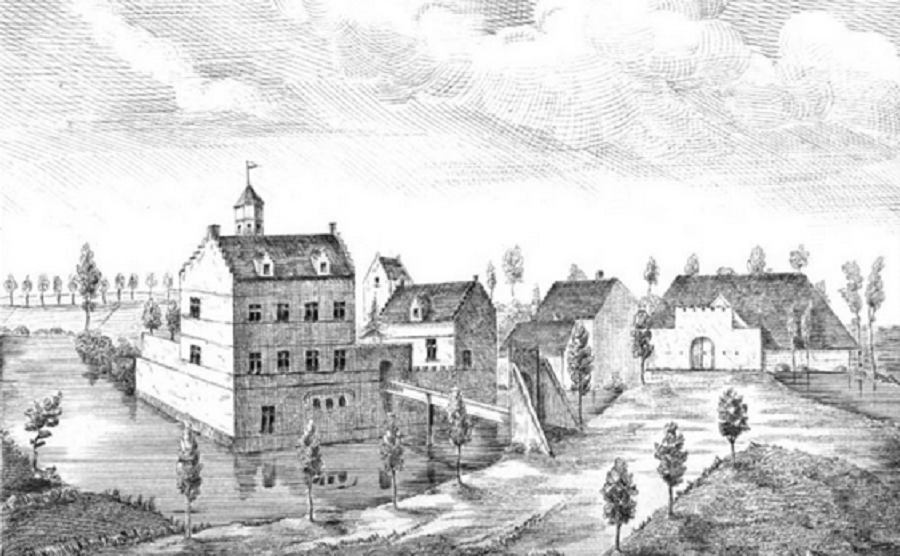
Le château de la Bourde à Roubaix au XVIIe siècle (1641).

## Liens
- Collections numérisées de la bibliothèque de l'Université de Gand :
  - Tomus primus et secundus

- Collections numérisées de la bibliothèque de l'Institut national d'histoire de l'art :
  - Tomus primus
  - Tomus secundus

- Flandria Illustrata sur Commons